# Bibloplectus cherokee
Bibloplectus cherokee är en skalbaggsart som beskrevs av Chandler 1990. Bibloplectus cherokee ingår i släktet Bibloplectus och familjen kortvingar. Inga underarter finns listade i Catalogue of Life.